# Terminalia dichotoma
Espèce
Classification phylogénétique
Synonymes
Selon GBIF (09/02/2022) :
- Terminalia latifolia var. dichotoma (G.Mey.) DC., 1828

Selon Tropicos (09/02/2022) :
- Catappa guianensis C.F. Gaertn.
- Myrobalanus guianensis (Aubl.) Kuntze
- Tanibouca guianensis Aubl.
- Terminalia latifolia var. dichotoma (G. Mey.) DC.
- Terminalia tanibouca Rich.

Terminalia dichotoma est une espèce de plantes à fleurs de la famille des Combretaceae. C'est un arbre néotropical.
En Guyane, on le connaît sous les noms de Graine hocco, Angouchi (Créole), Alala munuwi (Wayãpi), Katuma (terme générique Palikur), Cinzeiro (Portugais).
On le nomme Karalawai jakoenepele (Karib), Alaso-abo, Bosamandel, Boskalebas, foekadi djamaro, Fukadi, Gindaya-udu, Kalebashout, Kararawa akunepere, Sansan-udu, Zwamp bosamandel au Suriname, Coffee mortar, Fukadi, Maharu, Naharu swamp fukadi au Guyana, et Cafecillo, Najaru au Venezuela.

## Description
Terminalia dichotoma est un arbre haut de 3 à 40(60) m, (? caduc ou persistant), parfois avec de gros contreforts en plaques. 
Le bois est de couleur brun clair, lourd (densité : 0,70-0,90, jusqu'à 1.00), avec 4 à 7 vaisseaux par mm2, de taille moyenne (120 à 165 µm), et des ponctuations intervasculaires de l'ordre de 9-10 µm.
Le parenchyme est plutôt rare, associé aux pores en manchon relativement abondants et en lignes terminales.
Les feuilles simples, alternes, souvent regroupées en pseudo-verticilles, mesurent 9-22 x 4-10 cm, et sont cartacées à subcoriaces, de forme obovales ou obovale-oblongue à oblancéolée, à apex acuminé, à base étroitement cunéiforme.
Elles sont pubescentes quand elles sont jeunes, puis quasiment glabres et brillantes à maturité sur le dessus, densément pubescentes quand elles sont jeunes puis devenant subglabres à peu pubescentes au-dessous.
Les domaties sont absentes.
La nervation est eu-camptodrome ou eucamptodrome-brochidodrome.
La nervure médiane est modérée, proéminente.
Les 5-8(-10) paires de nervures secondaires sont distantes, et prennent naissance aux angles moyennement à largement aigus, courbées, proéminentes, avec des nervures intersecondaires.
Les nervures tertiaires sont irrégulièrement percurrentes.
Les nervures d'ordre supérieur sont généralement distinctes.
aréolation grande, bien développée à imparfaite, légèrement proéminente.
Le pétiole est long de 1,5-4,5 cm, pubescent quand il est jeune, devenant ± glabre, et généralement biglanduleux, vers le milieu.
L'inflorescence est un épis axillaire, long de 7-14 cm, simple, avec toutes les fleurs bisexuées.
Le pédoncule est long de 1,5 à 3 cm, glabre à légèrement pubescent.
Le rachis est long de 5,5-11 cm, glabre à légèrement pubescent. 
Les fleurs sont pentamères, de couleur blanches ou vert jaunâtre, et mesurent 4-6 x 4-5,5 mm.
Le réceptacle supérieur est long de 1 mm, pour 3-4 mm de diamètre.
L'hypanthium inférieur (autour de l'ovaire) est long de 2-3 mm, très clairsemé-apprimé-pubescent à densément tomenteux à poils roux.
L'hypanthium supérieur est campanulé, long de 1,5-2 mm, glabre à légèrement pubescent.
Les lobes du calice sont révolutés, longs de 1,5-2 mm, glabres à légèrement pubescents.
Les étamines sont longues de 4 à 6 mm.
Le disque est villeux.
Le style est long de 5-6 mm, et villeux dans la moitié basale.
L'infructescence comporte généralement peu de fruits, disposés près de l'apex du rachis, ou parfois sur toute la longueur.
Les fruits sont glabres, brillants, 2,5-4,5 x 2-4,5 cm (généralement légèrement plus longs que larges), fortement aplatis, de forme suborbiculaires à très largement elliptiques à rhombiques ou obtriangulaires en vue latérale, à l'apex arrondi, émarginé ou apiculé, et à base arrondie à cunéiforme (pas pseudostipitée).
Il porte 2 ailes, raides, égales, larges de 4–6(–8-15) mm, nettement épaissie, de texture spongieuse, adjacentes au corps et pour la plupart des marges (la partie fine de l'aile large de seulement 4-6 mm), arrondies à fortement inclinées latéralement (l'angle le plus proche de l'apex du fruit).
Le corps du fruit est large de 0,6 −1,2 cm, mais apparait beaucoup plus large en raison de la base épaissie des ailes, portant souvent à 1-2 stries sur une face et de légères rainurées sur l'autre,,.

## Répartition
Terminalia dichotoma est présent de la Colombie au Brésil (Bahia), en passant par Trinidad,, le Venezuela, le Guyana, le Suriname, la Guyane, l'Équateur, et le Pérou. Il est principalement sublittoral dans l'Est, mais dispersé le long du bassin Amazonien jusqu'à l'Équateur, et au Pérou, beaucoup plus clairsemé dans l'Ouest, particulièrement dans la région des Guyanes.

## Écologie
Dans les Guyanes, Terminalia dichotoma est principalement un grand arbre commun des forêts anciennes ripicoles ou souvent inondées, sur sols alluviaux ou sableux, jusqu'à 250 m d'altitude, parfois épargné par l'homme en Guyane.
Il est dans les forêts marécageuses et riveraines de la zone sublittorale autour de 0–200 m d'altitude au Venezuela, et le long de l'Amazone au Brésil et au Pérou.
Il fleurit dans les Guyanes de juin à octobre et fructifie d'octobre à décembre.
Le hocco (Crax alector) et le ara rouge (Ara macao) consomment les fruits de Terminalia dichotoma.

## Utilisation
Son bois dur est utilisé localement pour la construction de maisons,.
La décoction d'écorce du tronc de Terminalia dichotoma sert à laver les enfants chez les Wayãpi, si leur père a enfreint l'interdit de chasse sur le ara rouge, car ils risqueraient alors de s'essouffler.

## Protologue

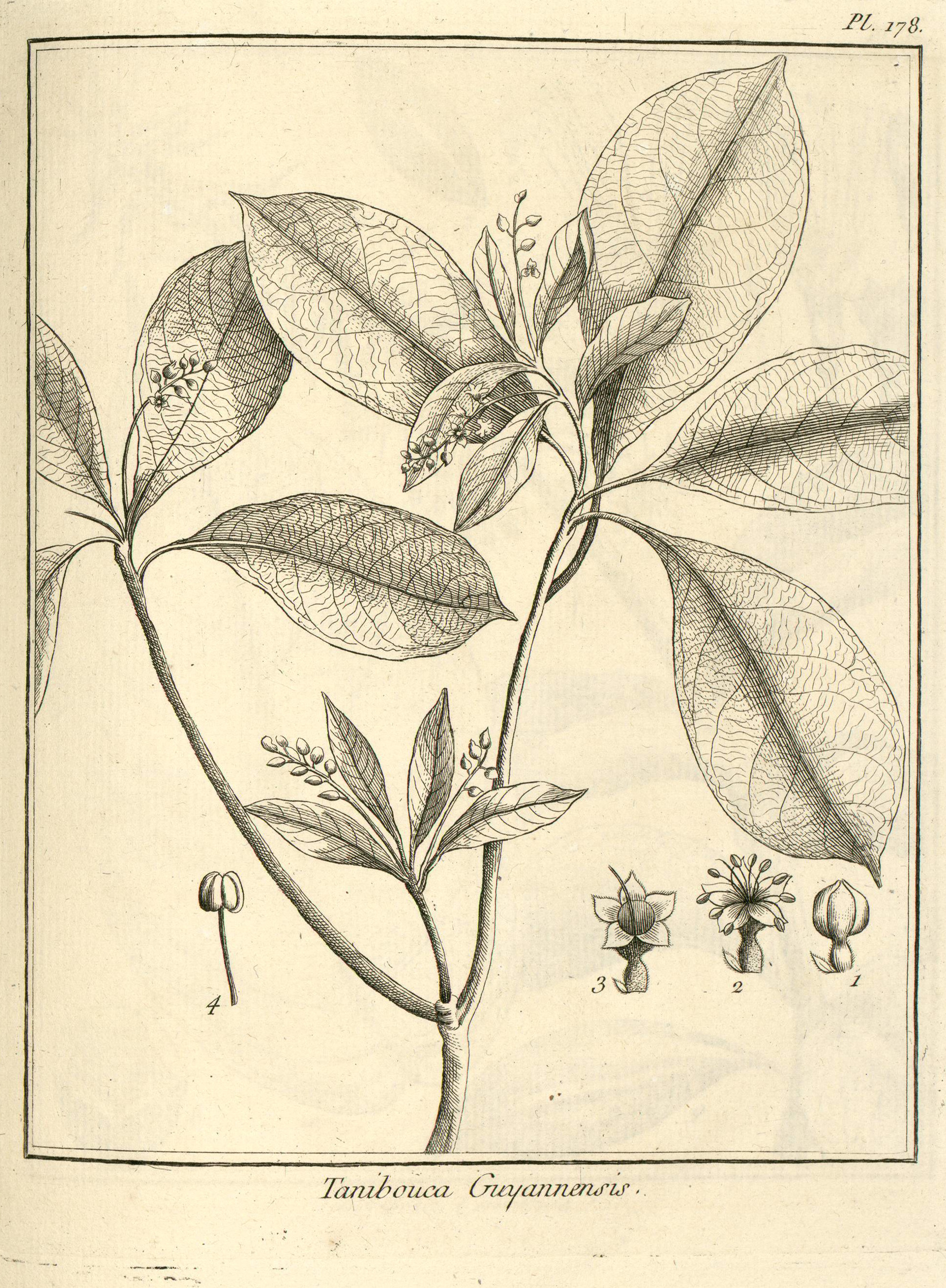
Terminalia dichotoma par Aublet (1775)
Planche 178 : Le bouton, les fleurs épanouies & l'étamine qu'on a repréſentés, ſont groſſis conſidérablement, car cette fleur eſt très petite. - 1. Ovaire. Écaille. Bouton de fleur. - 2. Ovaire. Fleur épanouie, Étamines. - 3. Ovaire. Fleur épanouie. Style. Stigmate. - 4. Étamine.

En 1775, le botaniste Aublet propose le protologue suivant : 

« TANIBOUCA Guianenſis. (Tabula 178.)
Arbor trunco viginti quinque-pedali, ad ſummitatem ramoſo ; ramis tortuoſis, hìnc & indè ſparſis, in apice folioſis. foliA alterna, ovata, acuta, glabra, integerrima, petiolata, decidua. Flores alterni, ſeſſiles, in ſpicam longam, terminalem & axillarem, diſpoſiti ; gracum odorem exhalantes. Singulus flos, ad baſim ſquamulâ munitur.
Florebat Maio.
Habitat Guianæ locis paludoſis propè Courou, & ad ripam amnis Galibienſis.
Nomen Caribæum TANIBOUCA.

LE TANIBOUCIER de la Guiane. (Plance 178.)
Le tronc de cet arbre s'élève a vingt pieds & plus, ſur environ deux pieds de diamètre. Son écorce eſt cendrée ; ſon bois eſt blanchâtre, caſſant & peu compacte. Il pouſſe à ſon ſommet des branches droites, & d'autres horiſontales qui ſe répandent en tous ſens. Ces branches ſont chargées de rameaux tortueux, garnis à leur ſommet de feuilles alternes, liſſes, fermés, entières, ovales, terminées en pointe. Leur pédicule eſt long d'un pouce, convexe en deſſous, & creuſé en gouttiere en deſſus. Les plus grandes ont ſept pouces de longueur, ſur trois de largeur à l'extrémité des rameaux; & a l'aiſſelle des feuilles naiſſent des épis de fleurs longs de trois ou quatre pouces. Ces fleurs ſont ſeſſiles & alternes.
Le calice eſt poſé ſur l'ovaire avec lequel il fait corps. Il eſt évaſé & diviſé en cinq parties égales, larges par le bas, & terminées en pointe. Il eſt vert en dehors, couvert en dedans de poils fins & blancs, garni à ſa baſe d'une écaille. Il n'y a point de corolle.
Les étamines ſont au nombre de dix, rangées a la paroi interne du calice, au deſſous de ces diviſions. Leur filet eſt court; les anthères ſont ovoïdes, jaunes, à deux bourſes ſéparées par un ſillon.
Le piſtil eſt un ovaire renferme dans la partie poſtérieure du calice. Il eſt ſurmonté d'un style grêle, vert & courbé, terminé par un stigmate aigu.
Je n'ai pas vu l'ovaire en maturité; il étoit trop petit pour pouvoir en reconnoitre la ſtructure interne.
Cet arbre ſe dépouillé tous les ans de ſes feuilles. Il étoit en fleur dans le mois de Mai.
II eſt appelle TANIBOUCA par les Garipons, & TONIBOUCA par les Galibis.
Je l'ai trouvé ſur une île de la crique des Galibis. Je l'ai auſſi vu entre Courou & Sinémari, à quelques diſtances du bord de la mer, il, croiſſoit dans les lieux marécageux. 
Les fleurs de cet arbre ont une odeur aſſez approchante de celles du bois de Sainte-Lucie.
Le bouton, les fleurs épanouies & l'étamine qu'on a repréſentés, ſont groſſis conſidérablement, car cette fleur eſt très petite. »

— Fusée-Aublet, 1775.